# 11163 Мілешовка
11163 Мілешовка (11163 Milešovka) — астероїд головного поясу, відкритий 4 лютого 1998 року.
Тіссеранів параметр щодо Юпітера — 3,197.